# Hilde Zadek

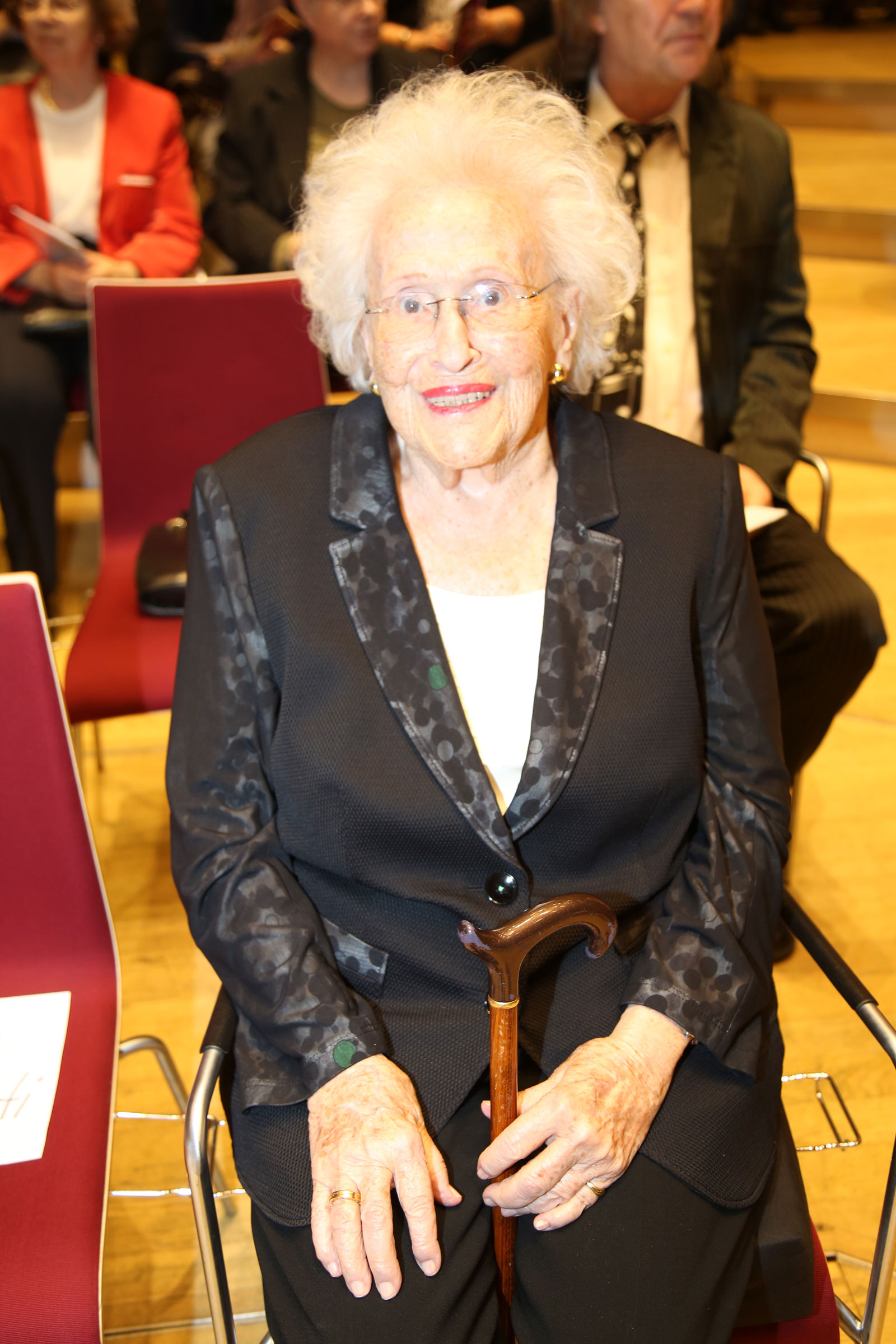
Hilde Zadek beim Internationalen Hilde-Zadek-Gesangswettbewerb 2015

Hildegard Zadek (* 15. Dezember 1917 in Bromberg, Provinz Posen; † 21. Februar 2019 in Karlsruhe) war eine deutsch-österreichische Opern-, Operetten-, Lied- und Konzertsängerin mit der Stimmlage Sopran. Sie war Mitglied der Wiener Staatsoper. Sie arbeitete zuletzt als Gesangspädagogin und unterrichtete als Professorin in Karlsruhe und in Wien.

## Leben und Wirken
Hildegard Zadek war eine Tochter des Bromberger Kaufmanns Alex Zadek und der Kauffrau Elisabeth Freundlich. Sie hatte vier Schwestern. Als die Stadt 1920 polnisch wurde, emigrierte sie mit ihrer Familie nach Stettin, wo sie auch zur Schule ging. Ihr Vater besaß bis 1938 ein Schuhgeschäft. 1935 verließ sie Deutschland wegen der nationalsozialistischen Verfolgung, der sie durch ihre jüdische Herkunft ausgesetzt war, und emigrierte nach Palästina. Dort absolvierte sie eine Ausbildung zur Säuglingsschwester und arbeitete unter anderem im Hadassah-Spital in Jerusalem. 1939 flohen auch ihre Eltern und ihre beiden jüngeren Schwestern nach Palästina, für deren Nachzug sie sich unermüdlich eingesetzt hatte. Der Vater war bereits im KZ Sachsenhausen inhaftiert gewesen. Mit dem im elterlichen Schuhgeschäft zuverdienten Geld konnte die junge Frau ein Gesangsstudium am Jerusalemer Konservatorium bei der ungarischen Opernsängerin Rose Pauly absolvieren. Dies schloss sie 1945 mit Auszeichnung ab. Bei einem Stipendiatenaufenthalt 1945 in Zürich, wo sie Unterricht bei der Lied- und Konzertsängerin Ria Ginster nahm, wurde Zadek vom Direktor der Wiener Staatsoper Franz Salmhofer entdeckt. Nachdem er sie in der Wohnung seiner Patentochter hatte singen hören, lud er sie zur „Vorstellung auf Engagement“. Es dauerte noch bis Anfang 1947, ehe Zadek nach Österreich einreisen konnte. Dort arbeitete sie mit Elisabeth Höngen an der Vervollkommnung ihrer Stimme und ihres Repertoires. Obwohl ihre Familie nach dem Krieg in die USA auswanderte, blieb sie in Wien.

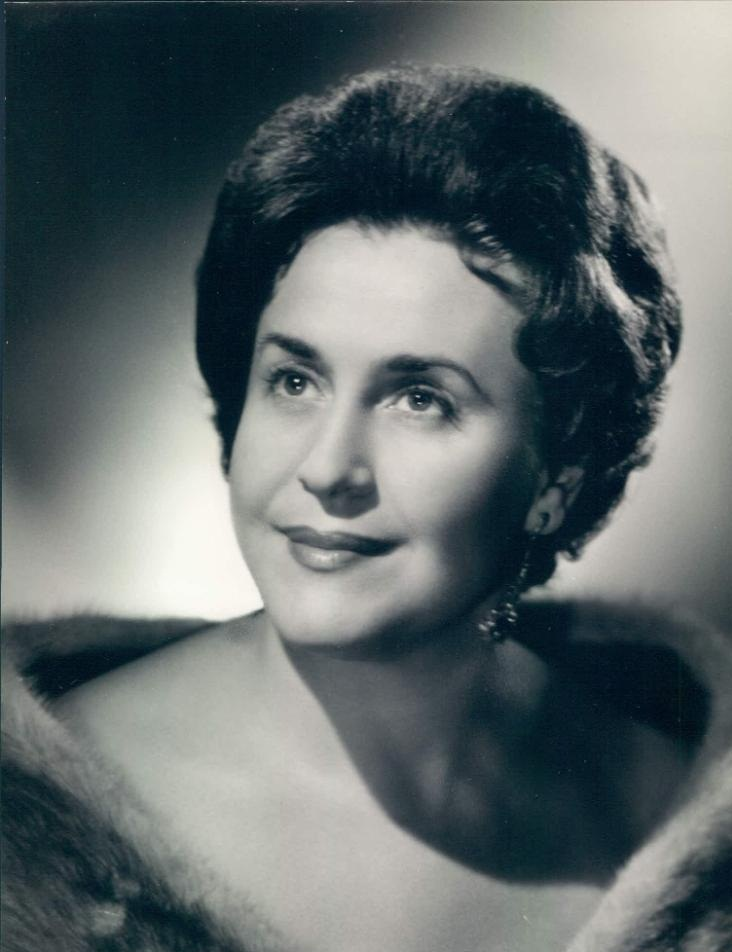
Hilde Zadek

An der Wiener Staatsoper debütierte Zadek am 3. Februar 1947 als Aida in der gleichnamigen Oper von Giuseppe Verdi. Bis zu diesem Zeitpunkt hatte sie noch nie auf einer Bühne gestanden und lernte die Partie in fünf Tagen, ohne eine einzige Probe. Ihr Debüt war ein Erfolg und der Beginn einer langen Karriere. Mehr als 25 Jahre blieb die Kammersängerin der Wiener Staatsoper treu. Sie sang u. a. von Christoph Willibald Gluck (Alceste, Iphigenie auf Tauris), Mozart (Gräfin Almaviva, Donna Anna, Vitellia), Richard Strauss (Salome, Chrysothemis, Marschallin, Arabella, Ariadne), Richard Wagner (Senta, Elisabeth, Elsa, Eva, Sieglinde), Giuseppe Verdi (Aida, Elisabeth, Amelia, Desdemona) sowie die Titelpartie in Puccinis Tosca und die Santuzza in Mascagnis Cavalleria rusticana. Neben den großen Sopranpartien aus Klassik und Romantik sang Zadek in Erich Wolfgang Korngolds Die tote Stadt, Gottfried von Einems Dantons Tod, Alban Bergs Altenberg-Lieder (op. 4), in Franz Schmidts Das Buch mit sieben Siegeln oder auch in Gian Carlo Menottis The Consul. Als Jüdin für das einstige Tätervolk zu singen, störte sie nicht, wie sie im Interview mit dem mdw-Magazin sagte: „Ich habe mich entschieden das Wiener Publikum zu lieben, sonst hätte ich nicht für sie singen können.“
Gastspielreisen führten die Sopranistin an Opernhäuser in New York, Moskau, London, Rom, Berlin, München, Paris, Lissabon, San Francisco, Amsterdam. Sie war Gast bei den Festspielen in Salzburg, Edinburgh, Glyndebourne und beim Holland Festival. Ein besonderer Markstein ihres künstlerischen Wirkens war ihre Mitwirkung als Eurydice bei den Salzburger Festspielen in der Uraufführung (6. August 1949) von Carl Orffs Antigonae. Hilde Zadek gab außerdem Liederabende im In- und Ausland und wirkte solistisch bei Chor- und Orchesterkonzerten mit.
Von 1964 bis 1978 leitete Zadek die Gesangsabteilung am Konservatorium der Stadt Wien und arbeitete nach wie vor als Gesangspädagogin. Meisterkurse führten Zadek nach Karlsruhe und Jerusalem, in die Schweiz und nach Italien.
Der nach ihr benannte Internationale Hilde-Zadek-Gesangswettbewerb findet seit 1998 im zweijährlichen Turnus statt; seit 2003 in Zusammenarbeit mit der Hildegard Zadek Stiftung, gegründet 1997 von der Sopranistin Maria Venuti, und der Universität für Musik und darstellende Kunst Wien. Er entsprach der gesangspädagogischen Intention der Künstlerin, junge Begabungen zu fördern.

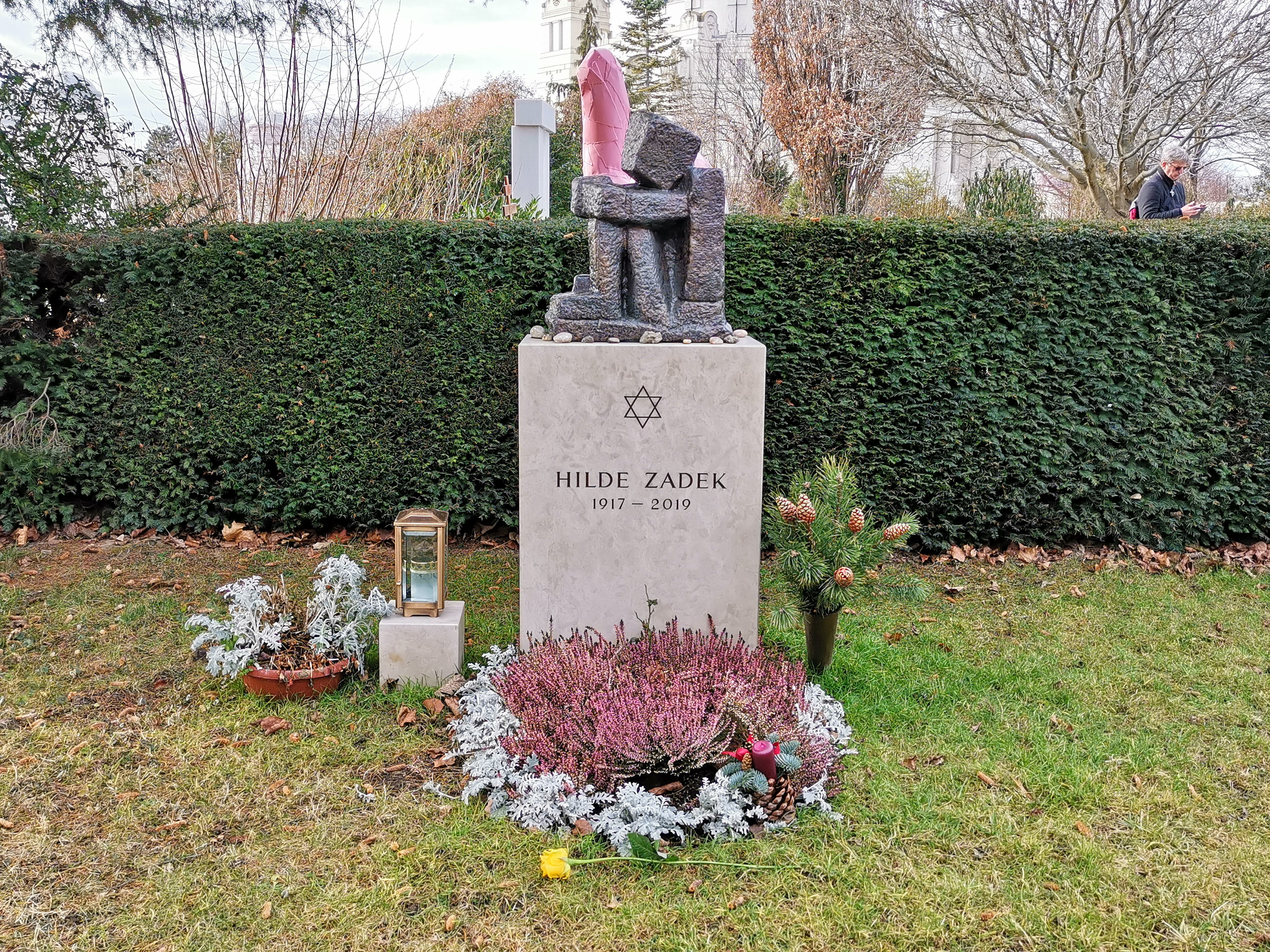
Grabstätte

Hilde Zadek wurde in einem Ehrengrab auf dem Wiener Zentralfriedhof (Gruppe 33G, Nummer 12) beigesetzt.

## Schüler (Auswahl)
- Elfriede Ameri
- Flurin Caduff
- Davide Damiani
- Moritz Gogg
- Georg Nigl
- Klaus Ofczarek
- Adrianne Pieczonka
- Ulla Pilz
- Dimitri Pitta
- Linda Plech
- Tamar Rachum
- Karin Christina Ruprecht
- Simona Ryser
- Lukas Schmid
- Kurt Schreibmayer
- Martina Serafin
- Alfred Šramek
- Ulrike Steinsky
- Georg Tichy
- Natalia Ushakova
- Maria Venuti
- Melanie Wandel
- Titus Witt
- Heidi Wolf

## Ernennungen und Ehrungen
- 1951 Österreichische Kammersängerin
- 1965 Österreichisches Ehrenkreuz für Wissenschaft und Kunst I. Klasse
- 1971 Professorin an der Musikakademie der Stadt Wien
- 1977 Ehrenmitglied der Wiener Staatsoper
- 1978 Ehrenmedaille der Bundeshauptstadt Wien in Gold
- 2007 Verleihung der Ehrendoktorwürde durch die Hochschule für Musik in Karlsruhe (zum 90. Geburtstag)
- 2012 Großes Ehrenzeichen für Verdienste um die Republik Österreich (1952)
- 2017 Ehrenmitgliedschaft der Universität für Musik und darstellende Kunst Wien[12]
- Ehrenmitgliedschaft der European Voice Teachers Association (EVTA)
- Ehrenmitgliedschaft der Staatsoper Wien

## Rollenverzeichnis
(chronologische Anordnung, Verzeichnis nach Maria Venuti: "Musik muss aus dem Herzen kommen". Hilde Zadek zum 100. Geburtstag. In: Musik in Baden-Württemberg. Jahrbuch 2017/18 24 [2018], S. 256–258)
- Titelpartie in Aida von Giuseppe Verdi (1947–1965 in Wien, Berlin, Zürich, Florenz, London, Liverpool, Rhodesien, Riga und Düsseldorf)
- Donna Anna und manchmal auch Donna Elvira in Don Giovanni von Wolfgang Amadeus Mozart (1947–1965 in Wien, Florenz, St. Gallen, Glyndebourne, Edinburgh, Berlin, Mainz, Düsseldorf, Tunis, Lissabon, Genf, Brüssel, Paris, Rio de Janeiro und beim Holland Festival)
- Flora Bervoix in La traviata von Giuseppe Verdi (1947–1948 in Wien)
- Jaroslawna in Fürst Igor von Alexander Porfirjewitsch Borodin (1947–1960 in Wien)
- Julie in Dantons Tod von Gottfried von Einem (1947 in Wien)
- Santuzza in Cavalleria rusticana von Pietro Mascagni (1947–1964 in Wien und Wiener Neustadt)
- Amelia in Un ballo in maschera von Giuseppe Verdi (1948–1958 in Wien und Berlin)
- Brangäne in Der Zaubertrank von Frank Martin (1948 in Salzburg)
- Elisabetta in Don Carlo von Giuseppe Verdi (1948–1964 in Wien, Graz, Berlin, Düsseldorf und Genf)
- Erste Dame in Die Zauberflöte von Wolfgang Amadeus Mozart (1948–1966 in Wien, Florenz und Brüssel)
- Contessa Almaviva in Le nozze di Figaro von Wolfgang Amadeus Mozart (1949–1965 in Wien, Wiener Neustadt, London, Lissabon, Bern, Düsseldorf, Hagen, Kopenhagen, Genf, Barcelona, Lausanne und beim Holland Festival)
- Desdemona in Otello von Giuseppe Verdi (1949–1955 in Wien u. 1957–1958 in Berlin)
- Eurydice in Antigonae von Carl Orff (1949 in Salzburg)
- Eva in Die Meistersinger von Nürnberg von Richard Wagner (1949–1963 in Wien, New York und Mannheim)
- Lieschen in Der Ring des Polykrates von Erich Wolfgang Korngold (1949 in Wien)
- Nadja in Iwan Sergejewitsch Tarassenko von Franz Salmhofer (1949–1954 in Wien)
- Vitellia in La clemenza di Tito von Wolfgang Amadeus Mozart (1949–1961 in Salzburg, Düsseldorf und München)
- Titelpartie in Ariadne auf Naxos von Richard Strauss (1950–1964 in Edinburgh, Glyndebourne, Wien, Berlin, Salzburg, Düsseldorf, St. Gallen, Frankfurt und Wiesbaden)
- Heilige Jungfrau in Johanna auf dem Scheiterhaufen von Arthur Honegger (1950–1956 in Wien)
- Titelpartie in Tosca von Giacomo Puccini (1950–1965 in Wien, London, Liverpool, Berlin, St. Gallen, Düsseldorf, Israel, Wiesbaden und Stuttgart)
- Amelia Grimaldi in Simon Boccanegra von Giuseppe Verdi (1951 in Wien)
- Elsa von Brabant in Lohengrin von Richard Wagner (1951–1953 in Wien und 1952 in New York)
- Kurfürstin Marie in Der Vogelhändler von Carl Zeller (1951–1952 in Wien)
- Leonora in Il trovatore von Giuseppe Verdi (1951–1959 in Wien, London und Düsseldorf)
- Lisa in Pique Dame von Peter Tschaikowsky (1951–1952 in London)
- Magda Sorel in Der Konsul von Gian Carlo Menotti (1951–1955 in Wien)
- Chrysothemis in Elektra von Richard Strauss (1953–1964 in Wien, Paris, Düsseldorf, Monte Carlo, Rom, Graz, Berlin und Straßburg)
- Christine in Intermezzo von Richard Strauss (1954–1955 in Wien)
- Sopransolo im Ballett Der Totentanz von Arthur Honegger (1954 in Salzburg, Felsenreitschule)
- Feldmarschallin in Der Rosenkavalier von Richard Strauss (1955–1967 in Wien, Graz, Frankfurt, Düsseldorf, Turin, Monte Carlo, Nizza, Berlin, Genf, Rio de Janeiro, Linz und Zürich)
- Maddalena di Coigny in Andrea Chénier von Umberto Giordano (1955 in Wien)
- Titelpartie in Alceste von Christoph Willibald Gluck (1956–1957 in Wien)
- Titelpartie in Iphigenie auf Tauris von Christoph Willibald Gluck (1757–1958 in Berlin und München)
- Kleopatra in Julius Cäsar von Georg Friedrich Händel (1757/58 in Basel und Schwetzingen)
- Leonore in Leonore von Ludwig van Beethoven (1957–1968 in Wien, Düsseldorf, Israel, Berlin, Rom, Zürich und München)
- Sieglinde in Die Walküre von Richard Wagner (1957–1971 in Wien, Düsseldorf, Straßburg, Rom und Madrid)
- Senta in Der fliegende Holländer von Richard Wagner (1958–1968 in Düsseldorf, Wien, Nancy, Straßburg und Zürich)
- Titelpartie in Arabella von Richard Strauss (1959–1962 in Düsseldorf u. 1960 in Wien)
- Elisabeth in Tannhäuser von Richard Wagner (1959–1962 in Düsseldorf und Riga)
- Madame Lidoine in Dialogues des Carmélites von Francis Poulenc (1959–1964 in Wien)
- Erste Chorführerin in Mord in der Kathedrale von Ildebrando Pizzetti (1960 in Wien)
- Leonora de Vargas in La forza del destino von Giuseppe Verdi (1960 in Wien)
- Titelpartie in Salome von Richard Strauss (1960–1962 in Düsseldorf, Bremerhaven und München, 1961–1962 in Wien)
- Saffi in Der Zigeunerbaron von Johann Strauß (1961 in Bregenz)
- Die fremde Fürstin in Rusalka von Antonín Dvořák (1963–1971 in Wien und Düsseldorf)
- Freia in Das Rheingold von Richard Wagner (1963 in Straßburg)
- Gutrune in Götterdämmerung von Richard Wagner (1963 in Straßburg und Düsseldorf)
- Titelrolle in Katerina Ismailowa von Dmitri Schostakowitsch (1965–1969 in Wien)
- Ursula in Mathis der Maler von Paul Hindemith (1965–1966 in Zürich)
- Die Mutter in Bluthochzeit von Wolfgang Fortner (1966/67 in Zürich)
- Gerhilde in Die Walküre von Richard Wagner (1968–1971 in Wien)
- Dritte Norn in Götterdämmerung von Richard Wagner (1969–1970 in Wien)
- Leokadja Begbick in Aufstieg und Fall der Stadt Mahagonny von Kurt Weill (1969 in Bern, Brüssel und Barcelona)

## Diskografie (Auswahl)
- Hilde Zadek, Hamburger Archiv für Gesangskunst, Vol. 1 (Opernaufnahmen 1952–1964), Vol. 2 (Opernaufnahmen 1948–1962), Vol. 3 (Aufnahmen 1954–1960)

### Oper/Operette
- Feldmarschallin in Der Rosenkavalier von Richard Strauss (Dir. Clemens Krauss) (Line 1942–1957/2011); (Dir. Artur Rodziński) (Myto 1957/2008)
- Brangäne in Der Zaubertrank von Frank Martin (Dir. Ferenc Fricsay) (Orfeo 1948/2014)
- Lieschen in Der Ring des Polykrates von Erich Wolfgang Korngold (Dir. Hans Swarowsky) (CACD 1949/2014)
- Eurydice in Antigonae von Orff (Dir. Ferenc Fricsay) (CACD 1949/2014)
- Saffi in Der Zigeunerbaron von Johann Strauss (Dir. Clemens Krauss) (Line 1951/2002); (Polygram 1952/1996)
- Titelpartie in Aida von Giuseppe Verdi (Dir. Hans Schmidt-Isserstedt) (Line 1951/2005)
- Titelpartie in Ariadne auf Naxos von Richard Strauss (Dir. Joseph Keilberth) (Delta 1954/2006)
- Donna Anna in Don Giovanni von Mozart (Dir. Rudolf Moralt) (Decca 1955/2016)
- Vitellia in La clemenza di Tito von Mozart (Dir. Joseph Keilberth) (Delta 1955/2005)
- Herzogin Elena in Die Sizilianische Vesper von Verdi (Dir. Mario Rossi) (Delta 1955/2006)
- Maddalena in Andrea Chénier von Umberto Giordano (Dir. Rudolf Moralt) (Line 1955–1957/2008)
- Titelpartie in Iphigenie auf Tauris von Gluck (Dir. Joseph Keilberth) (Capriccio 1956/2009)
- Chrysothemis in Elektra von Strauss (Dir. Fernando Previtali) (Myto 1957/2008); (Dir. Arnold Quennet) (Orfeo 1964/2004)
- Titelpartie in Leonore von Beethoven (Dir. Ferdinand Leitner) (Line 1960/2011)
- Erste Chorführerin in Mord in der Kathedrale von Ildebrando Pizzetti (Dir. Herbert von Karajan) (Polygram 1960/1998)
- Soeur Mathilde in Dialogues des Carmélites von Poulenc (Dir. Berislav Klobucar) (Ponto 1961)
- Isabella in Das Liebesverbot von Richard Wagner (Dir. Robert Heger) (Melodram 1962)
- Fürstin Jaroslawna in Fürst Igor von Alexander Porfirjewitsch Borodin (Dir. Lovro von Matačić) (Gala 1969)
- Kurfürstin Marie in Der Vogelhändler von Carl Zeller (Dir. Rudolf Moralt) (Philips)

### Konzert/Lied
- Messa da Requiem von Verdi (Dir. Herbert von Karajan) (Line 1949/2008)
- Krönungsmesse (KV 317) von Mozart (Dir. Joseph Messner) (Festival Recordings 1949)
- 8. Symphonie von Gustav Mahler (Dir. Eduard Flipse) (Philips 1954); (Dir. Dimitri Mitropoulos) (Orfeo 1960/1999), Auszeichnung: Internationaler Schallplattenpreis »Toblacher Komponierhäuschen«
- Wesendonck-Lieder von Richard Wagner (Dir. Heinrich Hollreiser) (Philips 1956)
- 8 Zigeunerlieder op. 103 von Johannes Brahms u. Zigeunermelodien op. 55 von Antonín Dvořák (Géza Frid, Klavier) (Philips)